# Sacramentarisme
 (juillet 2011).
Le sacramentarisme est un terme péjoratif désignant le courant de la Réforme protestante niant la présence réelle du Christ dans l'eucharistie (ou Sainte-Cène selon la terminologie protestante). 
Le terme « sacramentaire » correspondait à l’accusation de destruction des sacrements et fut employé dans les controverses confessionnelles du XVIe siècle : d’abord par les catholiques pour désigner les réformés, puis repris par Luther pour désigner les réformateurs refusant sa doctrine de la consubstantiation, notamment Karlstadt, Zwingli ou Œcolampade.

## Doctrine
Zwingli et Œcolampade, comme les luthériens, réfutaient le dogme catholique de la transsubstantiation selon lequel le pain et le vin, par la consécration de la messe, sont « réellement, vraiment et substantiellement » transformés en corps et sang du Christ. Mais ils rejetaient également la doctrine luthérienne de consubstantiation selon laquelle, lors de la Cène, le pain et le vin conservent leurs substances propres avec lesquelles coexistent les substances du corps et du sang du Christ. 
Monté au ciel « à la droite du Père », le Christ ne saurait être aussi substantiellement le pain et le vin sur l'autel. Le repas eucharistique devient ainsi essentiellement un mémorial, sous la forme d'un repas symbolique pris en commun en souvenir du sacrifice unique et parfait accompli sur la Croix. La présence du Christ lors de l'eucharistie est une « présence spirituelle » dans le cœur des fidèles. 
Cette divergence doctrinale fut discutée par Luther, Zwingli et Œcolampade lors du colloque de Marbourg en 1529, mais ne put être résolue. Elle y fut le point principal qui empêcha l'union avec les luthériens.
La mort de Zwingli en 1531 à la bataille de Kappel arrêta, pour un temps, la diffusion de la réforme protestante en Suisse.

## Sources